# توماس ريان (لاعب كريكت)
توماس ريان (بالإنجليزية: Thomas Ryan)‏ (4 مايو 1865 في أستراليا - 20 أبريل 1921) هو لاعب كريكت أسترالي. لعب مع فريق تسمانيا للكريكت.

## وصلات خارجية
- توماس ريان (لاعب كريكت) على موقع إي آس بي آن كريك إنفو (الإنجليزية)